# Klyvarbom

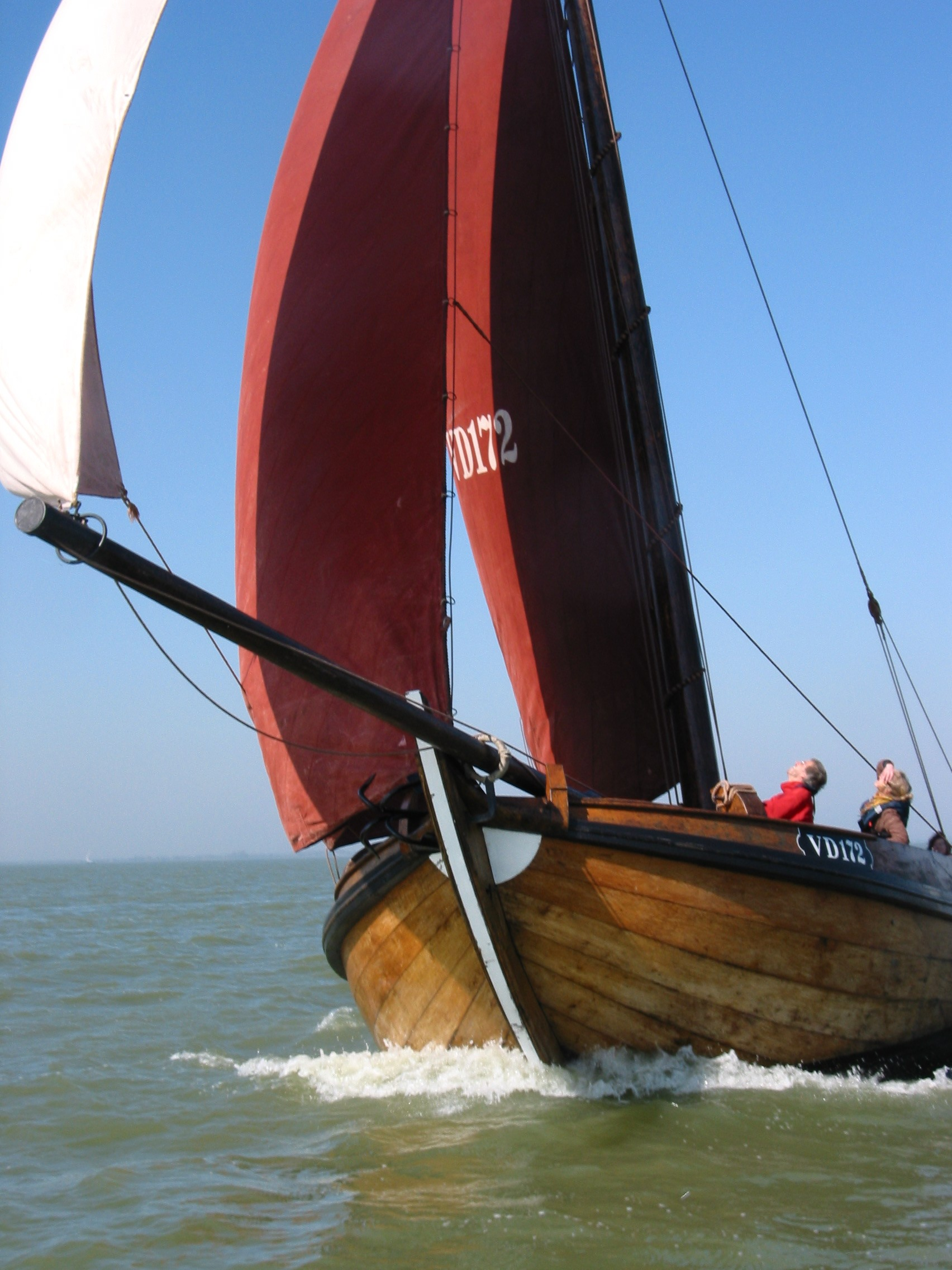
Klyvarbom på en segelbåt

En klyvarbom är ett rundhult (en stång) på ett fartyg, som löper från förstäven och framåt, som förlängning till bogsprötet. Klyvarbom kan också användas utan bogspröt, vilket är det vanliga på båtar. Till skillnad från bogsprötet är klyvarbommen inte en fast del av fartygets konstruktion. Ofta är klyvarbommen på båtar monterad så att den lätt kan halas in eller tas loss, med tanke på till exempel trånga hamnar.
Bommen används för att sätta en klyvare, som således kan få en större yta än om klyvarbom inte fanns.

## Källhänvisningar
1. ↑   klyvarbom i Nationalencyklopedins nätupplaga. Läst 28 januari 2015.